# Eugen-Heinrich Bleyer
Eugen-Heinrich Bleyer (* 20. November 1896 in Mainz; † 18. März 1979 in Bad Tölz) war ein deutscher Generalleutnant im Zweiten Weltkrieg.

## Leben
Bleyer trat während des Ersten Weltkriegs am 13. August 1914 als Fahnenjunker in das Infanterie-Leib-Regiment „Großherzogin“ (3. Großherzoglich Hessisches) Nr. 117 ein. Am 8. Oktober 1914 wurde er zum Regiment an die Westfront überwiesen und am 8. Mai 1915 zum Leutnant befördert. Für seine Leistungen erhielt Bleyer beiden Klassen des Eisernen Kreuzes, das Verwundetenabzeichen in Gold sowie die Hessische Tapferkeitsmedaille und das Krieger-Ehrenzeichen in Eisen.
Nach Kriegsende und Demobilisierung seines Regiments war Bleyer als Kompanieführer im Freikorps „Hessen“ tätig und wurde zum 11. November 1919 in die Vorläufige Reichswehr übernommen. Zunächst versah er seinen Dienst im Reichswehr-Infanterie-Regiment 36 und kam mit der Bildung der Reichswehr in das 15. Infanterie-Regiment. Bis 1. Februar 1931 avancierte Bleyer zum Hauptmann.
Während des Zweiten Weltkriegs wurde ihm als Kommandeur des Infanterie-Regiments 379 am 14. Dezember 1941 das Ritterkreuz des Eisernen Kreuzes verliehen. Am 24. April 1943 gab er sein Regiment ab, trat in die Führerreserve über und absolvierte einen Divisionsführerlehrgang. Man beauftragt Bleyer am 1. Oktober 1943 mit der Führung der 258. Infanterie-Division und ernannt ihn am 1. Dezember 1943 unter gleichzeitiger Beförderung zum Generalmajor zum Kommandeur dieses Großverbandes. Ab 1. Oktober 1944 kommandierte Bleyer die 181. Infanterie-Division. Bei Kriegsende geriet er Mitte Mai 1945 in jugoslawische Kriegsgefangenschaft und wurde 1949 zum Tode verurteilt. Das Urteil wurde später in 18 Jahre Haft umgewandelt.
Bleyer wurde 1952 vorzeitig entlassen und kehrte nach Deutschland zurück. Dort engagierte er sich in verschiedenen sozialen Projekten und erhielt für dieses soziale Engagement am 17. August 1967 das Verdienstkreuz Erster Klasse des Verdienstordens der Bundesrepublik Deutschland.